# Anžej Dežan

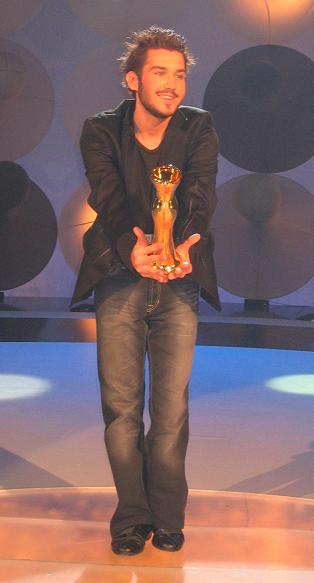
Anžej Dežan, 2006

Anžej Dežan (17 juni 1987) is een Sloveense popzanger.
Hij kreeg bekendheid toen hij in 2005 deelnam aan Spet doma, een talentenjacht op de Sloveense nationale televisie. Hij eindigde na winnaar Omar Naber op de tweede plaats, maar zijn deelname leverde hem toch een eerste cd op: C'est la Vie (That's life).

## Eurovisiesongfestival
In 2006 nam Dežan deel aan EMA, de Sloveense voorronde voor het Eurovisiesongfestival. Hij won met het lied Plan B, maar werd kort daarna beschuldigd van plagiaat op het Duitstalige nummer Santa Maria van de Oostenrijkse zangeres Simone. Alhoewel de gelijkenissen zeer treffend waren legde de Sloveense televisie de beschuldiging naast zich neer. In Athene koos Anžej voor de Engelstalige versie van het lied Mr. Nobody. Net zoals de voorgaande twee jaren, ging Slovenië tijdens de halve finale de boot in: Anžej werd 16e.
1993: 1X Band · 
1995: Darja Švajger · 
1996: Regina · 
1997: Tanja Ribič · 
1998: Vili Resnik · 
1999: Darja Švajger · 
2001: Nuša Derenda · 
2002: Sestre · 
2003: Karmen Stavec · 
2004: Platin · 
2005: Omar Naber · 
2006: Anžej Dežan · 
2007: Alenka Gotar · 
2008: Rebeka Dremelj · 
2009: Quartissimo feat. Martina · 
2010: Ansambel Žlindre & Kalamari · 
2011: Maja Keuc · 
2012: Eva Boto · 
2013: Hannah Mancini · 
2014: Tinkara Kovač · 
2015: Maraaya · 
2016: ManuElla · 
2017: Omar Naber · 
2018: Lea Sirk · 
2019: Zala Kralj & Gašper Šantl · 
2021: Ana Soklič · 
2022: LPS · 
2023: Joker Out · 
2024: Raiven · 
2025: Klemen
- MusicBrainz: e577ef49-95c0-4ca2-a1cd-e2de62567b8b
- Virtual International Authority File: 2288154260644224480009